# Crataegus atrovirens
Crataegus atrovirens — вид квіткових рослин із родини трояндових (Rosaceae).

## Біоморфологічна характеристика
Це кущ 2–5 метрів заввишки. Стебла множинні. Нові гілочки запушені, 1-річні блискуче-коричневі, старші темно-сірі. Колючки на гілочках від ± прямих до дуже злегка вигнутих, ± тонкі, 3–5 см, 2-річні темно-коричневі, на кінчику чорні, старші темно-сірі. Листки: ніжки листків 15–20% від довжини пластини, рідко або густо волосисті, не залозисті або рідко залозисті; листові пластини темно-зелені (восени стають бронзово-коричневими), матові, від вузько-яйцеподібної до широко-еліптично-ромбічної або широко-еліптичної форми, 4–6(7) см, основа клиноподібна, часток по 3 або 4 на стороні, невеликі, верхівки часток гострі, а краї зубчасті, нижня поверхня ± гола, верх шершаво-запушений. Суцвіття 12–20-квіткові. Квітки 10–14 мм у діаметрі. Яблука бордові (кінець серпня), чорнувато-пурпурні (вересень), тьмяні, ± яйцеподібні, 13–15 × 10 мм, волохаті (м'якуш ніжно-помаранчевий). Період цвітіння: травень; період плодоношення: вересень і жовтень.

## Середовище проживання
Зростає на півдні Канади — Британська Колумбія.
Населяє хмизняки, сухі місця проживання; на висотах 300–500 метрів.